# NGC 1185
NGC 1185 é uma galáxia espiral (Sb) localizada na direcção da constelação de Eridanus. Possui uma declinação de -09° 07' 59" e uma ascensão recta de 3 horas, 02 minutos e 59,2 segundos.
A galáxia NGC 1185 foi descoberta em 1886 por Frank Leavenworth.